# Aspidostemon andohahelensis
Aspidostemon andohahelensis är en lagerväxtart som beskrevs av Van der Werff. Aspidostemon andohahelensis ingår i släktet Aspidostemon och familjen lagerväxter. Inga underarter finns listade i Catalogue of Life.